# Aleš Rozehnal (politik)
Aleš Rozehnal, celým jménem Aleš Vojtěch Matěj Jiří Rozehnal (* 27. listopadu 1952 Praha), je český výtvarník, galerista a politik, na přelomu 20. a 21. století poslanec Poslanecké sněmovny za ODS, pak člen Rady pro rozhlasové a televizní vysílání.

## Biografie
Oba rodiče byli akademičtí sochaři. Sám se věnoval umění. Vystudoval šperkařskou SUPŠ v Turnově a do roku 1978 byl zaměstnán v Klenotnickém ateliéru Ústředních uměleckých řemesel Praha, pak pracoval ve výrobním uměleckém družstvu Soluna Praha jako technolog výroby a vedoucí vývoje. Od roku 1980 působil ve Státních restaurátorských ateliérech Praha, kde řídil ateliér restaurování drahých kovů. Od roku 1982 je na volné noze jako výtvarný umělec. Měl několik výstav, v tuzemsku i v zahraničí. V roce 1978 mu bylo coby prvnímu Čechovi uděleno čestné uznání a v roce 1981 i bronzová medaile za design na mezinárodní výstavě v Tokiu. Zaměřuje se na umělecký šperk, plastiku, kresbu a malbu. Na jaře 1990 založil Galerii R. Galerijnímu podnikání se věnoval do roku 2010. Jeho manželka Hana (zemřela roku 1999) byla výtvarnicí a restaurátorkou. Má dvě dcery.
Po sametové revoluci se zapojil do politiky. V roce 1990 byl kooptován do MNV za Občanské fórum a stal se předsedou MNV, později místostarostou a starostou. V roce 1991 byl zakládajícím členem ODS. Ve volbách v roce 1998 byl zvolen do poslanecké sněmovny za ODS (volební obvod Praha). Byl členem sněmovního výboru pro vědu, vzdělání, kulturu, mládež a tělovýchovu a výboru mandátového a imunitního. Ve volbách v roce 2002 kandidoval, ale nebyl zvolen. Do parlamentu nicméně zasedl dodatečně v březnu 2003 jako náhradník poté, co po svém zvolení prezidentem republiky rezignoval poslanec Václav Klaus. Byl členem výboru mandátového a imunitního. V parlamentu setrval do voleb v roce 2006.
V komunálních volbách roku 1994, komunálních volbách roku 1998, komunálních volbách roku 2002 a komunálních volbách roku 2006 byl zvolen do zastupitelstva městské části Praha-Slivenec za ODS. Neúspěšně se o znovuzvolení pokoušel v komunálních volbách roku 2010. Profesně se uvádí jako výtvarník.
V roce 2006 byl zvolen za člena Rady pro rozhlasové a televizní vysílání. Ve funkci setrval do prosince 2012.